# Spaniopus sasacolae
Spaniopus sasacolae är en stekelart som beskrevs av Kamijo 1981. Spaniopus sasacolae ingår i släktet Spaniopus och familjen puppglanssteklar. Inga underarter finns listade i Catalogue of Life.